# Nama demissum
Espèce
Nama demissum est une plante annuelle de la famille des Hydrophyllaceae selon la classification classique, ou de la famille des Boraginaceae selon la classification phylogénétique. Elle vit dans les zones désertiques du sud-ouest américain et du nord du Mexique.

## Description morphologique

### Appareil végétatif
Cette plante annuelle forme des tapis de tiges minces, rampantes, ramifiées et velues, longues de 3 à 20 cm, aux feuilles plus nombreuses à l'extrémité. Ces dernières, d'environ 3,8 cm de long sont collantes, de forme ovale ou en forme de spatule. Leur disposition est alterne.

### Appareil reproducteur
La floraison survient entre mars et mai. 
Les fleurs apparaissent au niveau des bourgeons axillaires, solitaires, par paires ou en grappe garnie de feuilles. Elles ont une forme de cloche ou d'entonnoir d'environ 1 cm de largeur et de couleur rose-violacé profond. La corolle, partiellement soudée mais présentant 5 lobes libres, dissimule les 5 anthères, dont les filets sont soudés à 2 à 4 mm au-dessus de la base de la corolle. 
Le fruit est une capsule loculicide de forme ovoïde ou elliptique libérant de très nombreuses petites graines de couleur brun rougeâtre, noire ou jaune.

## Répartition et habitat
Elle pousse sur les replats sablonneux ou gravillonneux des zones désertiques du sud-ouest américain, à une altitude inférieure à 1600 m.
Son aire de répartition couvre une partie des états américains de la Californie, de l'Arizona et de l'Utah, ainsi que le nord du Mexique.

## Systématique

### Taxonomie
Cette espèce a été décrite en 1870 par le botaniste américain Asa Gray dans « Proceedings of the American Academy of Arts and Sciences ». En 1891, le botaniste allemand Carl Ernst Otto Kuntze proposa le nom Marilaunidium demissum, et le botaniste américain Amos Arthur Heller proposa Conanthus demissus en 1898, mais ces deux appellations n'ont pas été retenues.

### Variétés
Selon le Système d'information taxonomique intégré, cette espèce possèderait deux sous-espèces:
- Nama demissum var. covillei Brand 1913
- Nama demissum var. demissum A.Gray 1870

Le Missouri Botanical Garden considère une variété supplémentaire :
- Nama demissum var. linearis  C.L. Hitchc. 1933[5].

La variété Nama demissum var. deserti Brand 1913 est considérée comme non valide et synonyme de Nama demissum var. demissum.